# Parasitose
Als Parasitäre Infektionskrankheit oder Parasitose bezeichnet man Infektionskrankheiten und Infestationen, die nicht durch Viren, Bakterien oder Pilze ausgelöst werden, sondern durch andere, relativ hochentwickelte Lebewesen, die bei anderen Lebewesen (den sogenannten Wirten) schmarotzen. Parasiten können einzellige Protozoen sein oder Würmer (Helminthen). Auch Läuse, Flöhe, Milben oder Fliegen, die ihre Eier in offene Wunden legen, gehören zu den Parasiten (sogenannte Ektoparasiten).

## Unterscheidung nach Infektionsphasen
Folgende Infektionsphasen werden gegebenenfalls unterschieden:
- präpatente Infektion: Bezeichnet die Phase einer Parasiteninfektion von der Aufnahme bzw. dem Eindringen infektionsfähiger Parasitenstadien bis zu deren abgeschlossener Entwicklung zu ausgewachsenen, eierlegenden Parasiten und zum Auftreten ihrer Fortpflanzungsprodukte in den jeweiligen Körperausscheidungen des Wirtes.
- patente Infektion: Bezeichnet die Phase einer Parasiteninfektion ab dem Zeitpunkt der abgeschlossenen Entwicklung zu ausgewachsenen, eierlegenden Parasiten und dem ersten Auftreten ihrer Fortpflanzungsprodukte in den Körperausscheidungen des Wirtes.

Diese oben genannten Begriffe werden in erster Linie in der Veterinärmedizin für eine Infektion mit Darmparasiten wie Würmer (Helminthen) bei Kleintieren und in der Humanmedizin bei Zoonosen verwendet.

## Unterscheidung nach Ätiologie
Nach ätiologischen Gesichtspunkten – den Krankheitsursachen – werden folgende Infektionsarten hier unterschieden:
- Protozoeninfektion
- Wurminfektion

## Häufige Parasitosen beim Menschen
Siehe auch Parasiten des Menschen
- Infektionen durch Acanthamoeba
- Amöbiasis (Infektion mit Entamoeba histolytica)
- Ankylostomiasis (Hakenwurmkrankheit, verursacht durch Hakenwürmer wie Ancylostoma duodenale oder Necator americanus)
- Infektionen durch Ascaris lumbricoides
- Babesiose (verursacht durch Babesia microti)
- Balantidiasis (durch Balantidium coli)
- Infektionen durch intestinale Bandwürmer (Zestoden)
- Zystizerkose
- Infektionen durch Blastocystis hominis
- Infektionen durch Cryptosporidium-Arten
- Infektionen durch Cyclospora cayetanensis
- Infektionen durch Dientamoeba fragilis
- Infektionen durch Enterobius vermicularis
- Infektionen durch Giardia lamblia
- Infektionen durch Hymenolepsis nana (Zwergbandwurm)
- Infektionen durch Isospora belli
- Leishmaniose
- Mikrosporidiasis
- Infektionen durch Naegleria-Arten (etwa Naegleria fowleri)
- Pneumocystis-jiroveci-Pneumonie
- Schistosomiasis (Bilharziose)
- Infektionen durch Strongyloides stercoralis
- Infektionen durch Toxocara canis und Toxocara cati
- Toxoplasmose (durch Toxoplasma gondii)
- Infektionen durch Trichinella spiralis
- Infektionen durch Trichomonas vaginalis
- Infektionen durch Trichuris trichuria
- Trypanosomiasis[2]

## Weitere Parasitosen
- Darmparasitose
- Hausstauballergie